# Lumacra costaricensis
Lumacra costaricensis är en fjärilsart som beskrevs av William Schaus 1911. Lumacra costaricensis ingår i släktet Lumacra och familjen säckspinnare. Inga underarter finns listade i Catalogue of Life.